# Отворено првенство Рија у тенису
Отворено првенство Рија (познат и по спонзорском имену Rio Open presented by Claro) је тениски турнир за мушкарце и бивши међународни WTA турнир. Одржава се у Рио де Жанеиру у Бразилу. Комплекс укључује стадион са 6200 седећих места и осам шљакастих терена.
Ово је први и до сада једини турнир из серије 500 који се игра на простору Јужне Америке.
Када је такмичење у Рију одржано по први пут 2014. године, турнир у Мемфису је из серије 500 пребачен у серију 250, док је Сан Хозе, други најстарији амерички турнир, избачен из календара.

## Протекла финала

### Мушкарци појединачно
| Година | Победник                              | Финалиста                             | Резултат                              |
| ------ | ------------------------------------- | ------------------------------------- | ------------------------------------- |
| 2014.  | Рафаел Надал                          | Александар Долгополов                 | 6:3, 7:6(7:3)                         |
| 2015.  | Давид Ферер                           | Фабио Фоњини                          | 6:2, 6:3                              |
| 2016.  | Пабло Куевас                          | Гидо Пеља                             | 6:4, 6:7(5:7), 6:4                    |
| 2017.  | Доминик Тим                           | Пабло Карењо Буста                    | 7:5, 6:4                              |
| 2018.  | Дијего Шварцман                       | Фернандо Вердаско                     | 6:2, 6:3                              |
| 2019.  | Ласло Ђере                            | Феликс Оже-Алијасим                   | 6:3, 7:5                              |
| 2020.  | Кристијан Гарин                       | Ђанлука Магер                         | 7:6(7:3), 7:5                         |
| 2021.  | није играно — пандемија вируса корона | није играно — пандемија вируса корона | није играно — пандемија вируса корона |
| 2022.  | Карлос Алкараз                        | Дијего Шварцман                       | 6:4, 6:2                              |
| 2023.  | Камерон Нори                          | Карлос Алкараз                        | 5:7, 6:4, 7:5                         |

### Мушки парови
| Година | Победници                                 | Финалисти                             | Резултат                              |
| ------ | ----------------------------------------- | ------------------------------------- | ------------------------------------- |
| 2014.  | Хуан Себастијан Кабал Роберт Фара         | Давид Мареро Марсело Мело             | 6:4, 6:2                              |
| 2015.  | Мартин Клижан Филип Освалд                | Пабло Андухар Оливер Марах            | 7:6(7:3), 6:4                         |
| 2016.  | Хуан Себастијан Кабал (2) Роберт Фара (2) | Пабло Карењо Буста Давид Мареро       | 7:6(7:5), 6:1                         |
| 2017.  | Пабло Карењо Буста Пабло Куевас           | Хуан Себастијан Кабал Роберт Фара     | 6:4, 5:7, [10:8]                      |
| 2018.  | Давид Мареро Фернандо Вердаско            | Никола Мектић Александер Пеја         | 5:7, 7:5, [10:8]                      |
| 2019.  | Максимо Гонзалез Николас Ђари             | Томаз Белучи Рожерио Дутра Силва      | 6:7(3:7), 6:3, [10:7]                 |
| 2020.  | Марсел Гранољерс Орасио Зебаљос           | Салваторе Карузо Федерико Гајо        | 6:4, 5:7, [10:7]                      |
| 2021.  | није играно — пандемија вируса корона     | није играно — пандемија вируса корона | није играно — пандемија вируса корона |
| 2022.  | Симоне Болели Фабио Фоњини                | Џејми Мари Бруно Соарес               | 7:5, 6:7(2:7), [10:6]                 |
| 2023.  | Максимо Гонзалез (2) Андрес Молтени       | Хуан Себастијан Кабал Марсело Мело    | 6:1, 7:6(7:3)                         |

### Жене појединачно
| Година | Победница          | Финалисткиња          | Резултат      |
| ------ | ------------------ | --------------------- | ------------- |
| 2014.  | Куруми Нара        | Клара Закопалова      | 6:1, 4:6, 6:1 |
| 2015.  | Сара Ерани         | Ана Каролина Шмидлова | 7:6(7:2), 6:1 |
| 2016.  | Франческа Скјавоне | Шелби Роџерс          | 2:6, 6:2, 6:2 |

### Женски парови
| Година | Победнице                                | Финалисткиње                        | Резултат      |
| ------ | ---------------------------------------- | ----------------------------------- | ------------- |
| 2014.  | Ирина-Камелија Бегу Марија Иригојен      | Јохана Ларсон Шанел Схеперс         | 6:2, 6:0      |
| 2015.  | Исалин Бонавентир Ребека Патерсон        | Ирина-Камелија Бегу Марија Иригојен | 3:0 (предаја) |
| 2016.  | Вероника Сепеде Ројг Марија Иригојен (2) | Тара Мур Кони Перин                 | 6:1, 7:6(7:5) |